# Мартын Боруля (телеспектакль)
«Мартын Боруля» — советский телеспектакль 1953 года режиссёра Алексея Швачко.

## Сюжет
Фильм-спектакль по одноимённой пьесе Ивана Карпенко-Карого в постановке Киевского драматического театра им. И.Франко.
Герой — Мартын Боруля, мелкопоместный паныч, мечтает войти в дворянское достоинство. С помощью пройдохи «аблаката» для осуществления цели он прибегает ко всем возможным средствам: добывает некую фальшивую бумагу о своём благородном происхождении, свой дом пытается поставить на «дворянский лад», сына правдами и неправдами устраивает на место работы в городе, а дочь Марысю собирается выдать за «благородного» регистратора Нациевского. Хлопоты о приобретении дворянства разоряют Борулю, приносят ему лишь несчастье. Трагичные переплетается с комичным. Под напором демократических друзей и членов семьи, которые совсем не разделяют его мечту стать дворянами, Боруля делает над собой усилие и сжигает документы, на основе которых он рассчитывал обосновать свои дворянские права. В семье вновь воцаряется благополучие.

## В ролях
- Гнат Юра — Мартын Боруля
- Варвара Чайка — Пелагея, его жена
- Ольга Кусенко — Марыся, их дочь
- Сергей Олексеенко — Степан, их сын
- Марьян Крушельницкий — Омелько, батрак Борули
- Семён Лихогоденко — Трохим, батрак Борули
- Григорий Тесля — Гервасий Гуляницкий, богатый шляхтич
- Василий Дашенко — Микола, сын Гервасия, жених Марыси
- Дмитрий Милютенко — Протасий Пененожка, чиновник
- Николай Свитенко — Матвей Дульский, чиновник
- Николай Яковченко — Трандалёв, поверенный
- Алексей Омельчук — Нациевский, регистратор

## Критика
Фильм-спектакль считается монофильмом актёра Гната Юры, роль Мартына Борули была его «коронной», на сцене театра он играл её почти сорок лет:

Гнат Петрович радовался успеху своих товарищей, охотно выдвигал их на главное положение в спектаклях.
 Одну только роль не уступил никому, он играл ее сорок лет. Это была роль Мартына в замечательном спектакле «Мартын Боруля».— театровед В. Ф. Пименов, Жизнь и сцена: очерки о деятелях советского театра . — М.: Искусство, 1975. — 325 с. — с. 320